# Sony Xperia E1
El Sony Xperia E1 es un teléfono inteligente Android de gama baja  manufacturado por Sony, de la serie Xperia caracterizado por su potente altavoz capaz de reproducir sonidos a 100dB. Fue lanzado al mercado el 10 de marzo de 2014, y está disponible en modelo simple banda o de doble banda.

## Hardware
Está propulsado por un procesador Qualcomm MSM8210 de 1,2 GHz de doble núcleo. El teléfono tiene una memoria interna de 4 GB (2 de ellos accesibles para el usuario) y soporta tarjetas de memoria MicroSD de hasta 32 GB. Posee 512 MB de RAM y un GPU Adreno 302. Su batería Li-ion de 1700 mAh hace que dure hasta 9 horas y 12 minutos estando en uso, y 551 horas estando en reposo.

## Pantalla
Xperia E1 posee una pantalla TFT LCD capacitiva de 4 pulgadas táctil con capacidad multitáctil. Su resolución es de 800x480 píxeles, y soporta 16 millones de colores.

## Software
Xperia E1 corre la versión de Android 4.3 JellyBean de fábrica (hoy ya actualizable a Android 4.4 KitKat) con la Interfaz de Usuario Timescape de Sony.

## Otras
Xperia E1 posee una cámara de 3.15 megapíxeles (2048x1536 píxeles), la cual puede capturar tanto fotos como vídeos en alta definición (720p). También posee Bluetooth v2.1 + EDR con A2DP, GPS Asistido y Wi-Fi IEEE 802.11b/g/n. El 10 de marzo de 2014, el precio del teléfono en Gran Bretaña fue de 149 libras por el de simple banda. El teléfono tiene incorporado un sistema de altavoces ultrapotente, para lograr escuchar música a 100.

## Aplicaciones únicas de Sony
Debido a su fabricante, el teléfono posee aplicaciones únicas de Sony, como:
- Álbum: típica galería en donde se pueden ver todas las imágenes y vídeos encontrados en cualquier parte del teléfono, escaneándolos automáticamente.
- Películas: permite ver todos los vídeos que se encuentren en la memoria interna, la memoria del teléfono y la tarjeta SD y, al igual que en el Álbum, escanea automáticamente.
- TrackID™: ésta aplicación se conoció en los primeros Sony Ericsson con Internet, y sirve para escanear el audio que estés escuchando y mostrar detalles acerca de éste.
- WALKMAN: reproductor de música único de Sony.

- Datos: Q16335961
- Multimedia: Sony Xperia E1 / Q16335961